# 熊野国造
熊野国造（くまののくにのみやつこ、くまのこくぞう）とは、熊野国（後の紀伊国南部）を支配した国造。

## 概要

### 祖先
- 『先代旧事本紀』「国造本紀」に饒速日命の5世孫・大阿刀足尼が成務天皇の時代に熊野国造となったと伝わる。
- 『新撰姓氏録』「山城（神別・天神）」には熊野連[1]が饒速日命孫味饒田命之後也と見える。

### 氏族
熊野氏（くまのうじ、姓は直）。奈良時代には熊野広浜を輩出した。
「熊野氏和田系図」によると、熊野国が紀伊国に編入されてからは牟婁郡大領、また熊野本宮禰宜の職に就き、代々本宮を奉斎したという。さらに「熊野氏和田系図」によると、醍醐天皇の代に熊野連広継の子で牟婁郡大領の熊野広方（橘広方）が橘姓に改姓（橘良殖の猶子となったか）した。また、広継の女は鈴木良氏に嫁いで鈴木重氏の生母となった。広方の 3代後の橘良冬（和田良冬）が和田庄司を称した。
それ以来、国造家は和田庄司（和田国造）を称して和田氏となり、神仏習合の時代に中央の後盾をえた熊野三山社僧勢力の筆頭であった熊野別当の勢力におされたが、子孫は土豪として紀伊国全域、河内国などに勢力を持った。

## 本拠

### 支配領域
国造の支配領域は当時熊野国と呼ばれた地域、後の紀伊国牟婁郡、現在の和歌山県南部と三重県南部にあたる。東部は島津国造、北西部は紀国造と接している。

## 氏神
紀伊国牟婁郡の式内社である熊野本宮大社か。名神大社の格を持つ。

### 関連神社
- 熊野速玉大社（くまのはやたまたいしゃ）
新宮市に鎮座する式内社。

### 墓
- 下里古墳（しもさとこふん）
全長約40メートルの前方後円墳で、4世紀末から5世紀初頭の築造。紀伊半島南部で唯一の前方後円墳とされる。

## 子孫
- 『続日本紀』に、牟漏郡の采女・熊野直広浜（ひろはま）が聖武天皇の代から称徳天皇の代まで（計4代）仕えたことが見える（神護景雲3年没・従四位下）。
- 平安時代には、分家の真砂庄司も「真砂の長者」と呼ばれて栄えた。清姫伝説では、主人公の女は真砂の庄司清次の娘（古い伝えでは清次の妻あるいは未亡人）とされる。真砂氏（滝尻王子社領）を『太平記』などに登場する「熊野八庄司」の一つとする説もある。
- 南北朝時代の河内和田氏（楠木氏同族）を熊野国造の後裔とする説もある[2]。